# Eric Wrixon
Eric Wrixon (Belfast, 29 giugno 1947 – Arzelato, 13 luglio 2015) è stato un tastierista britannico.
È famoso per essere stato cofondatore della rock band Thin Lizzy e il fondatore dei Them.
Pubblicò con i Thin Lizzy il primo singolo della loro storia, The Farmer / I Need You (1970), per poi lasciare la band per tornare nei Them, che lasciò poco prima della pubblicazione del loro album d'esordio.
Nel 1993 ha fondato una sua band, i Them - The Belfast Blues Band, in cui militò nell'ultima parte della sua carriera.
Negli ultimi anni si trasferisce in Italia, nella campagna della Lunigiana.

## Discografia

### Con i Thin Lizzy
- 1970 - The Farmer / I Need You (singolo)